# 뷜역
뷜역(프랑스어: Gare de Bulle, 독일어: Bahnhof Bulle)은 스위스 프리부르주에 있는 뷜 지자체에 있는 기차역이다. 뷜-로몽, 뷜-브록, 팔레지유-뷜-몽보봉의 세 철도 노선이 만나는 지점에 있다. 3개 모두 프리부르주아 대중교통이 소유하고 있다.

## 역사
2019년 이전에는 역이 가르 광장 남쪽 끝에 있었다. 표준궤 뷜-로몽 철도 노선은 역에서 종착했으며, 1,000mm 궤간인 뷜-브록 및 팔레지유-뷜-몽보봉 노선 사이에서 환승이 가능했다. 2023년에 완료될 예정인 주요 리노베이션 프로젝트는 Rue Rieter에서 약간 북쪽으로 새로운 역을 건설하고 있다. 이 프로젝트의 일환으로 뷜-브록은 표준궤로 전환된다.

## 운행편
2021년 12월 시간표 변경에 따라 뷜에서 다음 서비스가 정차한다.
- RER 프리부르 :
  - RE / RE : 프리부르까지 30분, 베른까지 1시간 간격 운행.
  - S50 : 주중에는 30분 운행, 주말에는 팔레지유까지 운행
  - S51 : 몽보봉까지 매시간 운행.